# 한국낙농육우협회
한국낙농육우협회(韓國酪農肉牛協會)는 낙농육우농가의 권익 대변과 정책 대안 실현, 낙농육우산업의 안정적 발전 주도 및 국민에게 양질의 우유와 쇠고기 공급을 목적으로 1981년 1월 16일 설립된 농림수산식품부 소관의 사단법인이다.

## 주요 사업내용
- 낙농육우산업발전을 위한 정책개발 및 건의
- 낙농육우기술 강습회, 세미나, 토론회 개최
- 월간 낙농육우지 발간
- 춘·추파용 사료 및 목초종자 회원에게 알선
- 기타 회원의 권익대변 및 낙농육우산업발전을 위한 활동

## 회원 자격
한국낙농육우협회의 목적에 찬동하고 소정의 회비를 납부한 자
- 정회원 : 유우 또는 육우를 사용하고 있는 자
- 특별회원 : 유우 또는 육우를 사용하고 있거나 이 분야에 학식과 경험이 많은 자
- 준회원 : 본회 사업에 동참하는 자

## 사무실 소재지
서울특별시 서초구 서초동 1516-3 축산회관 4층